# Borhiènids
Els borhiènids (Borhyaenidae) són una família extinta de marsupials carnívors. Com tots els marsupials, tenien un marsupi per dur les cries.

## Classificació
- Família Borhyaenidae
  - Gènere Arctodictis
    - Arctodictis munizi
    - Arctodictis sinclairi

  - Gènere Acrocyon
    - Acrocyon riggsi
    - Acrocyon sectorius

  - Gènere Australohyaena[1]
    - Australohyaena antiqua

  - Gènere Borhyaena
    - B. tuberata
    - B. macrodonta

  - Gènere Cladosictis
    - C. centralis
    - C. defossa
    - C. patagonica

  - Gènere ?Eutemnodus
  - Gènere Prothylacynus
    - P. patagonicus